# Храм Серафима Саровского (Новочеркасск)
Храм Серафима Саровского — православный храм в городе Новочеркасске Ростовской области. Построен в 1910 году. Храм не сохранился. 

## История
8 мая 1908 года в Новочеркасске состоялось открытие богадельни в приходе Новочеркасского Вознесенского кафедрального собора. В честь этого события Соборным духовенством было совершено молебствие с акафистом преподобному Серафиму Саровскому Чудотворцу и многолетием Государю Императору, Царствующему Дому, Св. Синоду, Донскому Архипастырю и членам соборного попечительства.
Богадельня была открыта в переулке Широком в доме №6, который был приобретён для этой цели попечителем . С этой богадельни началась история храма Во имя преподобного Серафима Саровского.
После открытия богадельни, Попечительский совет Вознесенского кафедрального собора начал сбор средств на строительство каменного храма. 19 июля 1908 года состоялось торжественная закладка нового храма во имя преподобного Серафима Саровского. Накануне в Богородичном приделе Вознесенского собора было совершено всенощное бдение с чтением акафиста преподобному Серафиму. Прибывший к месту закладки храма Высокопреосвященный Афанасий осенил народ святительским благословением. После освящения воды и окропления креста, священники водрузили крест на месте предполагаемого престола. Мастера заделали крест кирпичом. В основание храма была уложена металлическая доска с надписью о времени и обстоятельствах закладки церкви. Одновременно с закладкой фундамента будущего храма, шёл сбор пожертвований на дальнейшее строительство Серафимовского храма. Через два года Серафимовская церковь была построена и освящена.
Судьба храма была недолгой. Из-за грязи на переулке Широком, затруднявшей доступ прихожан в храм, осенью 1913 года был  дан статус «домовой церкви». «Донские Областные Ведомости» информировали прихожан, что Указом Святейшаго Синода Серафимовский храм обращён в домовой храм и при нём открыт штат священнослужителей. 
До наших дней храм не сохранился. На этом месте в настоящее время находится пустырь, а рядом стоят гаражи.